# Pejácsevich család

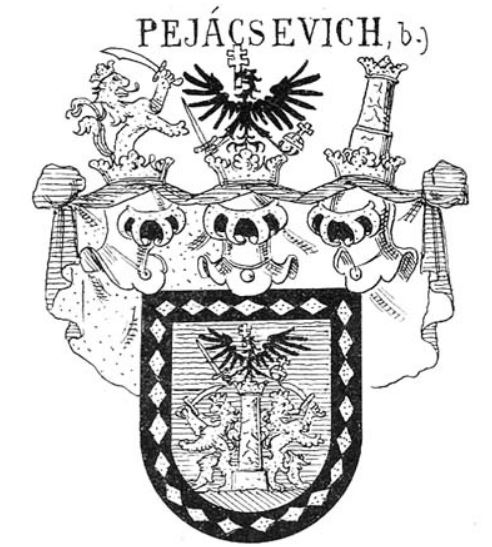
A verőcei gróf Pejácsevich család címere (a Siebmacher féle könyvből)

A verőcei gróf Pejácsevich család (horvátul: Pejačević) egy ősrégi magyar főnemesi család.

## A család története
A család eredetéről többen vitatkoznak, hol horvát, hol római katolikus bolgár származásúnak tartják. A Pejácsevich család már a 14. században is előfordul a forrásokban, és a 17. század végén már Szlavóniában az előkelő és tehetős köznemes családok közé tartozott. A legkorábbi ismert egyenesági őse, Pejácsevich György (fl. 1680), aki 1712 és 1719 között Bács vármegye alispánja. Pejácsevich Györgynek, Barkevich Margit feleségétől, született fia Pejácsevich Mátyás (fl. 1688). Pejácsevich Mátyás feleségül vette Knezevich Ágotát, akitől fia, Pejácsevich Márk Sándor származott. Pejácsevich Márk urat 1745. június 12-én Szerém vármegye főispánjává nevezték ki, 1749. január 13-án királyi tanácsosi címet szerzett; 1760-ban még betöltötte a főispáni a méltóságot. 
Perjácsevich Márk Sándor és báró Tomasich Anasztázia fia, az eszéki születésű Pejácsevich József (1710–1787), aki 1741-től magyar báró; az első felesége Peterson Erzsébet asszony, majd halála után a második neje Anna Maria Frankoluky de Marko Neandrovitz (1728–1795) volt. Pejácsevich József báró valamint gyermekei Pejácsevich Zsigmond, – aki valószínűleg első nejétől származik – Károly és Antal, 1772 július 22-én grófi rangot és a verőcei nemesi előnevet nyerték, Mária Terézia magyar királynőtől. A legidősebbik gyermeke, verőcei gróf Pejacsevich Zsigmond (1741–1806), sokáig élt apjával együtt a Nekcse nevű birtokon, Torontáltorda megalapítója volt. Felesége Anna Maria Deschan von Hannsen (?–1802), akivel megalapította az úgynevezett rumai vonalát a családnak. Öccse, verőcei gróf Pejacsevich Károly (1745–1815), pedig a nekcsei ág alapítója, és a legfiatalabb fivér, verőcei gróf Pejacsevich Antal (1749–1802), császári és királyi kamarás, altábornagy a budai ágat hozta létre.

### A család rumai vonala

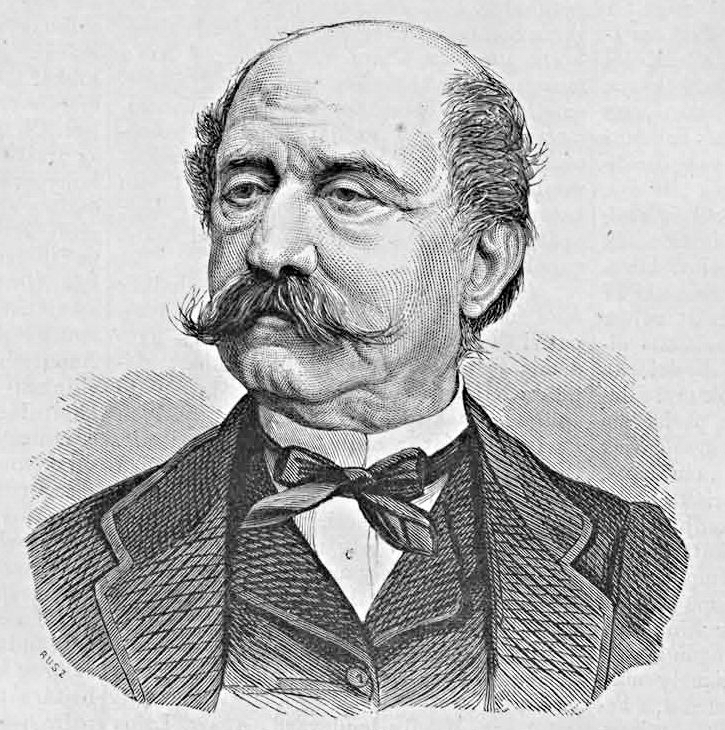
Gróf verőcei Pejácsevics Péter (1804–1887), császári és királyi kamarás, horvátországi miniszter, főispán

Pejácsevich József (1710–1787) gróf fia, verőcei gróf Pejacsevich Zsigmond (1741–1806), feleségül vette Anna Maria Deschan von Hannsent (?–1802); tőlük származik a család „rumai”. horvátul: rumsko i retfalačko (árpatarlói és rétfalui) ága. Egyetlenegy fiúgyermeke Pejácsevich Zsigmondnak és Anna Deschan von Hannsennek, gróf verőcei Pejácsevics János Nepomuk (1765–1821), aki kétszer nősült meg: az első neje a saját elsőfokú unokatestvére, gróf Pejácsevich Mária Antónia (1775–1800) grófnő, gróf Pejácsevich Károly és báró Borbála Sanchez de Ortigosa y Cifuentes lánya volt. A második neje, daruvári Jankovich Katalin (1785–1820) asszony volt, daruvári Jankovich Iván (1731–1798), birtokos, és Brnjaković Anna (1754–1792), leánya volt, aki 8 gyermekkel áldotta meg gróf Pejácsevics János Nepomukot; ezek közül a legjelentősebb, gróf verőcei Pejácsevics Péter (1804–1887), császári és királyi kamarás, horvátországi miniszter, főispán volt.
Pejásevics Péter gróf Pozsony, 1824. augusztus 16-án vette el, gróf galántai Esterházy Franciskát (1804–1875), akinek a szülei gróf galántai Esterházy János Kázmér (1775–1829) és gróf galántai Esterházy Jozefa (1777–1843) voltak. Pejácsevich Péter gróf és Esterházy Franciska grófnő gyermekei közül a három fiú jelentős pályafutást értek meg: gróf Pejácsevics Miklós (1833–1890), császári és királyi kamarás, lovassági tábornok, az Aranygyapjas rend lovagja, a Szent István-rend nagykeresztese, az I. oszt. Vaskoronarend tulajdonosa, gróf Pejácsevics Adolf (1825–1880), császári és királyi kamarás, és gróf Pejácsevich László Sterafin (1828–1916), császári és királyi kamarás, főrendiház örökös tagja, az Aranygyapjas rend lovagja.

### A család nekcsei vonala

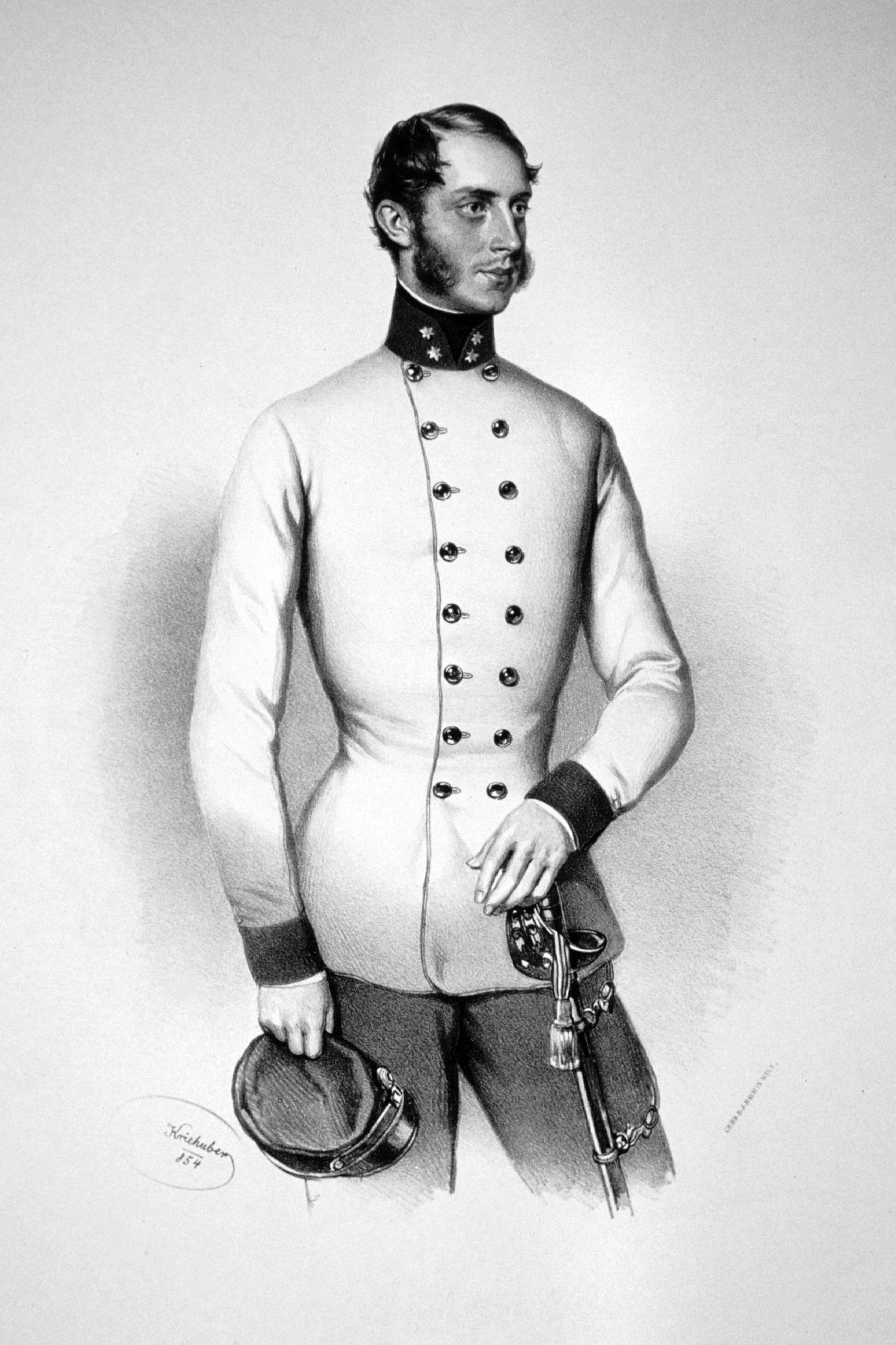
Gróf Pejácsevich László (1824–1901), Horvát-Szlavon-Dalmátország bánja, szerémi főispán, országgyűlési képviselő

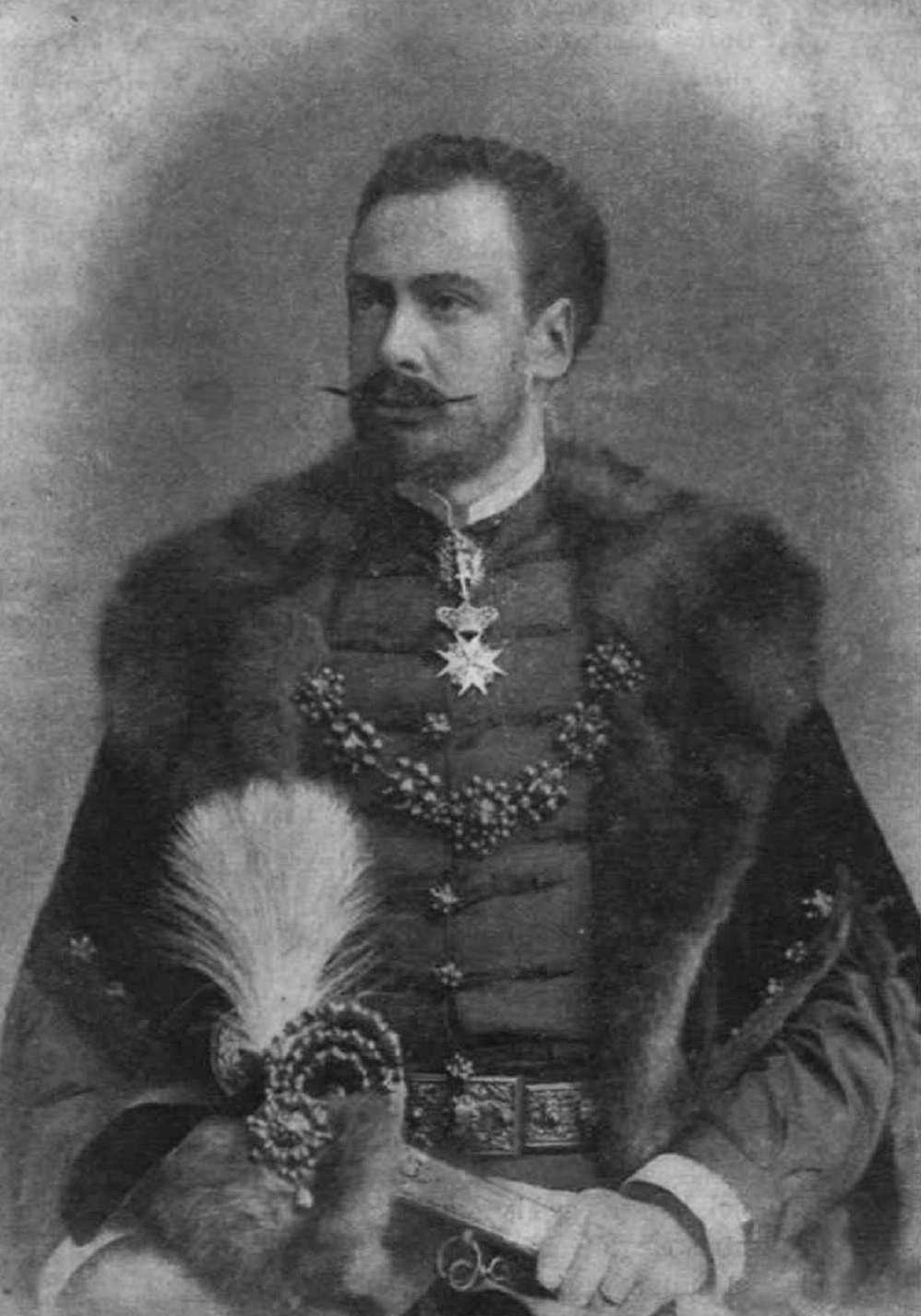
Gróf Pejácsevich Tivadar (1855–1928), Horvát-Szlavon-Dalmátország bánja, Verőce és Eszék főispánja

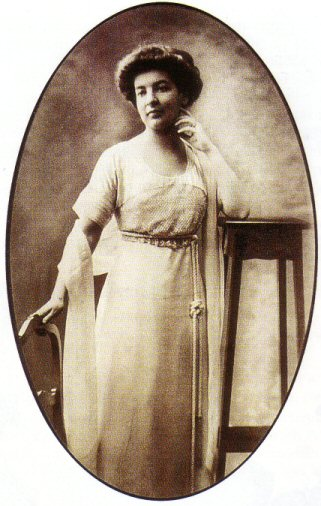
Gróf Pejácsevich Dóra (1885–1923), zongoraművész, hegedűművész, zeneszerző; férje, lovag nemes Lumbe Ottomár.

Pejácsevich József (1710–1787) gróf fia, verőcei gróf Pejacsevich Károly (1745–1815), Mantovában született, és majd Bécsben a Theresianumban végzett mint katonatiszt, majd császári és királyi kamarás lett. Első felesége báró Barbara Sanchez de Ortigosa y Ciefuentes (1751–1783?), aki 6 gyermekkel áldotta meg őt. Leánya, gróf Pejácsevich Franciska, férjhez ment báró orci Orczy Józsefhez; gróf Pejácsevich Vince (1780–1820) elvette gróf németújvári Batthyány Máriát, akitől egyetlenegy leánya, gróf Pejácsevich Katalin, gróf Schaffgotsch Antal felesége. Gróf Pejácsevich Károlynak a második felesége, monyorókeréki és monoszlói Erdődy Mária Eleonóra grófnő (1769–1840), akinek a szülei gróf Erdődy Lajos és Aichpichl Eleonora grófnő voltak.
Pejácsevich Károly gróf és Erdődy Mária Eleonóra grófnő gyermeke, a soproni születésű verőcei gróf Pejácsevich Ferdinánd (1800–1878), aki 1823-ban, Sopronban elvette a tekintélyes köznemesi jobaházi Dőry család sarját, jobaházi Dőry Máriát (1800–1880), jobaházi Dőry László (1738–1818) és felsőbüki Nagy Julianna (1766–1828) lányát. pejácsevich Ferdinánd gróf és Dőry Mária házasságából 5 fiú- és 2 leánygyermek született. A legidősebb gyermekük, gróf Pejácsevich László (1824–1901), császári és királyi kamarás, valóságos belső titkos tanácsos, a Vaskorona rend nagy-keresztese, főrendiház örökös tagja, országgyűlési képviselő, Horvát-Szlavon-Dalmátország bánja. László Sopronban született és ugyanott járt iskolába, majd tanulmányai befejezése után, később szerémi főispán lett, azután horvát bán lett. Pejácsevich László gróf 1852. november 25-én feleségül vette Sopronban báró jobaházi Dőry Gabriellát (1830–1913), akinek a szülei báró jobaházi Dőry Gábor (1803–1871) császári és királyi kamarás, titkos tanácsos, főispán és jobaházi Dőry Erzsébet (1806–1833) voltak.
Pejácsevich László gróf és Dőry Gabriella bárónő házasságából született dr. gróf Pejácsevich Tivadar (1855–1928), Horvát-Szlavon-Dalmátország bánja, Verőce és Eszék főispánja, császári és királyi kamarás, jogász, máltai lovag, aki Bécsben hunyt el és a nekcsei családi ősi birtokon van eltemetve a családi kriptában. Pejácsevics Tivadar gróf Budapesten, 1881. január 22-én feleségül vette báró vajai Vay Erzsébetet (1860–1941), császári és királyi palotahölgyet, akinek a szülei báró vajai Vay Béla (1829–1910), országgyűlési képviselő, Borsod vármegye főispánja, és széki gróf Teleki Zsófia (1836–1898) voltak. Pejácsevics Tivadar gróf és báró Vay Erzsébet frigyéből három leány- és két fiú gyermek született. Az egyik leányuk gróf Pejácsevich Dóra (1885–1923), zongoraművész, hegedűművész, zeneszerző, akinek a férje, lovag nemes Lumbe Ottomár (1892–1978), császári és királyi lovaskapitány volt. 
Pejácsevich Tivadar gróf és Vay Erzsébet bárónő elsőszülött fiúgyermeke, verőcei gróf Pejácsevich Márk (1882–1923), császári és királyi kamarás, országgyűlési képviselő, máltai lovag volt, aki viszonylag fiatalon, 42 évesen hunyt el. Pejácsevich Márk, Budapesten született, és ugyanott 1905. november 9-én vette el az előkelő köznemesi származású benici és micsinyei Beniczky Mária (1885–1940) császári és királyi palotahölgyet, akinek a szülei benici és micsinyei Beniczky Géza (1857–1934), császári és királyi kamarás, lovaskapitány, valamint zsadányi és törökszentmiklósi gróf Almásy Mária (1861–1893) voltak. Pejácsevich Márk gróf és Beniczky Minka frigyéből 10 gyermek született, 6 fiú- és 4 leány. Ezek közül ketten jelentősebb szerepre jutottak a két világháború közti korszakban: az egyik, gróf Pejácsevich Péter Imre  (1908–1987), a horvát országgyűlés tagja, követ, máltai lovag, a KLM Légiforgalmi Társaság elnökségi tagja, akinek a felesége báró pallini Inkey Klára (1911–1981); és a másik, gróf Pejácsevich Géza (1917–1995), horvát királyi követségi tanácsos, akinek a neje, gróf hultsini és gutenlandi Wilczek Amália Terézia (1917–1985) volt.
Pejácsevich Ferdinánd (1800–1878) gróf és jobaházi Dőry Mária (1800–1880) egy másik fia, gróf Pejácsevich Julián (1833–1906), császári és királyi kamarás, a gróf Pejácsevich család krónikása, nőtlen és gyermekek nélkül hunyt el. Bátyja, gróf Pejácsevich Károly (1825–1880), gróf Pejácsevich László (1824–1901), Horvát-Szlavon-Dalmátország bánjának az öccse volt. Pejácsevich Károly gróf felesége, Telbisz Franciska (1828–1906), akitől két fiú- és két leánygyermeke született. Az egyik fia, gróf Pejácsevics Árthur (1845–1899) a 6-ik ulánus ezred tisztjeként végigharcolta az 1866. évi hadjáratot, mely alkalommal vitézségi érmet nyert; azután a főrendiház tagja lett és 1896–99-ig a szécsényi kerület országgyűlési képviselőjeként tevékenykedett. 1880. július 5-én Budapesten nőül vette hídvégi gróf Mikó Annát (1849–1909). Ebből a házasságból született fia Endre, aki 1898. május 3-án legfelsőbb engedélyt nyert arra, hogy családnevét anyai nagyatyja gróf Mikó Imre családnevével egyesíthesse, és ezzel lett: verőcei és hídvégi gróf Pejácsevich-Mikó Endre (1884–1939), felsőházi tag.

### A család budai vonala
Verőcei gróf Pejacsevich Antal (1749–1802), császári és királyi kamarás, altábornagy, és neje gróf Draskovich Borbála hozta létre budai ágat.

## A család legjelentősebb tagjai
- Gróf Pejacsevich Antal (1749–1802), császári és királyi kamarás, altábornagy.
- Gróf Pejácsevich Péter (1804–1887) horvát politikus, horvát–dalmát–szlavón tárca nélküli miniszter, horvát bán, császári és királyi kamarás.
- Gróf Pejácsevich László (1824–1901), Horvát-Szlavon-Dalmátország bánja, szerémi főispán, országgyűlési képviselő, császári és királyi kamarás.
- Gróf Pejácsevich Julián (1833–1906), császári és királyi kamarás, a gróf Pejácsevich család krónikása.
- Gróf Pejácsevich Tivadar (1855–1928), Horvát-Szlavon-Dalmátország bánja, Verőce és Eszék főispánja, császári és királyi kamarás, jogász, máltai lovag.
- Gróf Pejácsevich Dóra (1885–1923), zongoraművész, hegedűművész, zeneszerző.

## A családi címer leírása

### A bárói címer
A család bárói címere: „A pajzs kék udvarában zöld téren álló magas fehér oszlop, melynek tetején arany koronán jobb felé fordulva szétterjesztett szárnyakkal egyfejű fekete sas áll, csőrében arany kettős keresztet tart, jobb lába karmával kivont pallóst, a ballal ország-almát mutat, az oszlop mellett két oldalról kifelé fordulva hátulsó lábaikon két kettős farkú arany oroszlán ágaskodik, első lábaikkal kivont kardot tartva." A pajzs felett bárói korona, azon koronás sisak áll, melyen ismét a leírt fekete sas ismétlődik, felette e betűk olvashatók: T. G. D. P. I. H. S. L. Foszladék jobbról arany kék, balról ezüst-vörös.”

### A grófi címer
A család 1772-ben grófi címet szerzett. „Az ősi pajzs udvar egy arany fekete hosszúkás kockával ellátott keretet nyert; s benne az oroszlánok fejére korona adatott, a pajzs felé a bárói helyébe kilenc gombos grófi korona és a fölé három koronás sisak állíttatott, a középsőn a fekete sas áll, a jobb oldaliból kettős farkú koronás oroszlán kivont karddal nyúlik fel, a baloldalin a koronás márványoszlop látható; a pajzsot jobbról arany kék, balról ezüst kék palást takarja, és telamonok gyanánt jobbról német herold áll fekete talárba, sárga dalmaticába öltözve, fején arannyal szegett, vörös tollakkal díszített háromszegű német süveget, mellén koronás kétfejű fekete sast viselve, jobb kezével fekete papír-tekercset, a ballal a pajzs felső szegletével fogva; baloldalról magyar herold áll, sárga csizmában, vörös talárban, fehér dalmaticában mellén Magyarország koronás címerét viselve, fejét kócsagtollas vörös tetőjű prémes kalpag fedi, jobb kezével a pajzs felső szegletet, a ballal vörös tokot (papírtekercset) tartva.”